# Paul Bromme
Paul Franz Rudolf Bromme (* 24. Dezember 1906 in Ronneburg (Thüringen); † 2. Februar 1975 in Lübeck) war ein deutscher Politiker der SPD, Journalist und Widerstandskämpfer gegen den Nationalsozialismus.

## Leben
Der Sohn des sozialdemokratischen Politikers und Lübecker Senators William Bromme studierte von 1926 bis 1928 Volkswirtschaftslehre und Jura an der Universität Hamburg und trat 1927 der SPD bei. Ab 1930 war er journalistisch für die SPD-Zeitung Lübecker Volksbote tätig.
1933 nach der Machtübernahme der NSDAP beteiligte sich Bromme an der illegalen Widerstandsarbeit, musste aber schon im Mai 1933 ins Exil gehen. Danker und Lehmann-Himmel charakterisieren ihn in ihrer Studie über das Verhalten und die Einstellungen der Schleswig-Holsteinischen Landtagsabgeordneten und Regierungsmitglieder der Nachkriegszeit in der NS-Zeit als „oppositionell-gemeinschaftsfremd“. Zunächst von der Tschechoslowakischen Republik, ab 1934 von Dänemark und ab 1935 von Schweden aus war Bromme führend am Transport illegaler Druckschriften nach Deutschland beteiligt. In dieser Zeit zum linken Flügel der Sopade gehörend, arbeitete Bromme auch zeitweise bei den Revolutionären Sozialisten Deutschlands (RSD) mit und beteiligte sich an verschiedenen Sammlungsversuchen antifaschistischer Emigranten, so beim Versuch, gemeinsam mit u. a. der KPD ein Volksfrontbündnis aufzubauen, und bei Koordinierungsversuchen deutscher und österreichischer Sozialisten in Skandinavien. Dabei hielt er sich von 1938 bis 1940 zeitweise in Norwegen auf, wo er u. a. mit Willy Brandt zusammenarbeitete. Journalistisch und in Flüchtlingsunterstützungsorganisationen aktiv, war Bromme von 1941 bis 1947 außenpolitischer Redakteur der schwedischen sozialdemokratischen regionalen Tageszeitung Örebro-Kuriren.
Im September 1948 kehrte Bromme nach Lübeck zurück und wurde zum dortigen SPD-Vorsitzenden gewählt. Beruflich war er zunächst als Leiter des städtischen Presseamtes tätig, von 1949 bis 1951 als Chefredakteur der sozialdemokratischen Lübecker Freien Presse. 1948 wurde er ferner in die Lübecker Bürgerschaft gewählt, welcher er bis 1974 angehörte.
Bromme war in der ersten Wahlperiode (1949–1953) des Deutschen Bundestages Abgeordneter der SPD für den Bundestagswahlkreis Lübeck. Im Zuge einer Untersuchung zu wirtschaftlichen Schwierigkeiten der Lübecker Freien Presse wurde Bromme 1953 seiner Parteiämter zeitweise bis zu seiner Rehabilitierung im Folgejahr enthoben. Von 1954 bis 1971 war er SPD-Landtagsabgeordneter im Landtag von Schleswig-Holstein. 1954 wurde er außerdem in den Lübecker Senat gewählt, wo er in den Folgejahren als Senator für Kommunale Angelegenheiten bzw. für Fremdenverkehr und Wirtschaftsförderung amtierte, 1956 wurde er zusätzlich zum ersten stellvertretenden Bürgermeister Lübecks gewählt.
1973 wurde Bromme als einer der Organisatoren der Julius-Leber-Gesellschaft, eines Zusammenschlusses rechtsgerichteter SPD-Mitglieder, die gegen das von Jungsozialisten propagierte Imperative Mandat waren, aus der Partei ausgeschlossen.

## Ehrungen
- 1968: Großes Verdienstkreuz der Bundesrepublik Deutschland